# Yoon Jae-young
Yoon Jae-young (* 5. Februar 1983) ist ein südkoreanischer Tischtennisspieler.
Sein bisher größter Erfolg war der Gewinn der Bronzemedaille mit seiner Nationalmannschaft bei den Olympischen Spielen 2008 in Peking. 2009 stand Yoon beim Gewinner der European Champions League, dem SVS Niederösterreich unter Vertrag.